# Taylor Hickson
Taylor Delaney Hickson (Kelowna, 11 dicembre 1997) è un'attrice e cantautrice canadese.

## Biografia
Taylor Hickson è nata a Kelowna, nella Columbia Britannica, ed è la maggiore di quattro fratelli. All'età di 11 anni, ha iniziato a cantare melodie folk insieme a suo padre nei talent show, e ben presto ha sviluppato una predilezione per chitarra e pianoforte. 
Nel dicembre 2016, durante le riprese di Ghostland, per esigenze sceniche le venne richiesto di sbattere i pugni contro una finestra di vetro. La finestra si frantumò e lei cadde sul vetro, tagliandosi il lato sinistro del viso. La ferita ha richiesto 70 punti, che le hanno lasciato cicatrici permanenti.

### Carriera
Dopo una parte minore nel film Blackway, ha avuto un'altra parte minore nel film Deadpool. È stata successivamente scelta per la serie TV Deadly Class, ideata da Rick Remender e Miles Orion Feldsott e basata sull'omonimo fumetto creato da Remender e Wesley Craig. Dal 2020 interpreta Raelle Collar, protagonista della serie televisiva Motherland: Fort Salem.

## Filmografia parziale

### Cinema
- Go with Me - Sul sentiero della vendetta (Go with Me), regia di Daniel Alfredson (2015)
- Deadpool, regia di Tim Miller (2016)
- Noi siamo tutto (Everything, Everything), regia di Stella Meghie (2017)
- Giant Little Ones, regia di Keith Behrman (2018)
- La casa delle bambole - Ghostland (Incident In a Ghostland), regia di Pascal Laugier (2018)

### Televisione
- Aftermath – serie TV, 13 episodi (2016)
- Deadly Class – serie TV, 8 episodi (2018-2019)
- Motherland: Fort Salem – serie TV, 30 episodi (2020-2022)
- North of North – serie TV (2025)

## Doppiatrici italiane
Nelle versioni in italiano delle opere in cui ha recitato, Taylor Hickson è stata doppiata da:
- Giulia Catania in Deadpool
- Sara Labidi in Noi siamo tutto
- Mattea Serpelloni in Deadly Class
- Margherita De Risi in La casa delle bambole - Ghostland
- Veronica Puccio in Motherland: Fort Salem
- Sofia Porta in Untamed